# Ján Hucko
Ján Hucko (Dolný Kubín, 11 maggio 1932 – 20 novembre 2020) è stato un calciatore e allenatore di calcio cecoslovacco, di ruolo centrocampista.

## Palmarès

### Giocatore
- Campionato cecoslovacco: 1

Slovan Bratislava: 1955

### Allenatore

#### Competizioni nazionali
- Coppa di Cecoslovacchia: 1

Slovan Bratislava: 1967-1968
- Campionato cecoslovacco: 1

Spartak Trnava: 1968-1969
- Coppa d'Egitto: 1

Zamalek: 1974-1975

#### Competizioni internazionali
- Coppa Piano Karl Rappan: 3

Slovan Bratislava: 1968, 1972, 1973